# Ranefer (Sumo sacerdote de Ptah)

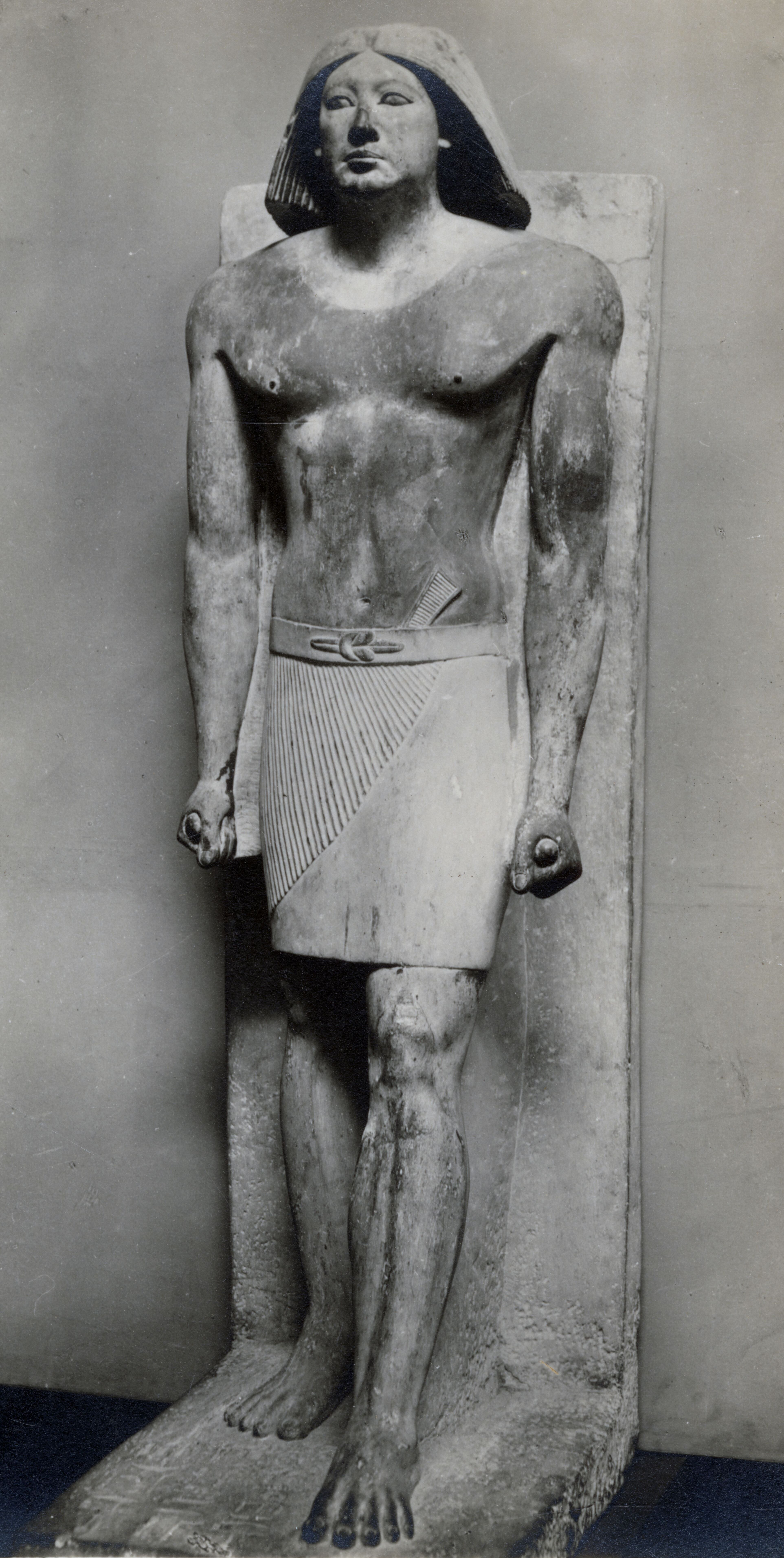
Estatua de Ranefer.

Ranefer o Ranofer fue un Sumo sacerdote de Ptah, que vivió a principios de la Quinta Dinastía del Antiguo Egipto. Su nombre significa "Ra es bello". Su título principal era "el más grande de los directores de artesanos que pertenecen al día del festival". Esto es una variación del título normalmente asignado al sumo sacerdote de Ptah.
Ranefer sirvió como sumo sacerdote al final de la Cuarta y el principio de la Quinta Dinastías. También fue sacerdote de Sokar, ayudante de Sokar (imy-r pr zkr) y sacerdote de Ptah, y fue enterrado en una gran mastaba construida para él en Saqqara. En la mastaba fue también encontrada la estatua de una mujer llamada Hekenu. Su nombre y títulos se conservan sobre dos estatuas descubiertas allí también. Las estatuas se encuentran en el Museo egipcio de El Cairo.